# 짧은 간섭 RNA
짧은 간섭 RNA(small interfering RNA, siRNA) 또는 소형 간섭 RNA는 RNA 간섭(RNAi;RNA interference)에 관여한다. siRNA는 특정 단백질의 생산을 억제함으로써 유전자 발현을 방해한다. 21 ~ 23개의 뉴클레오티드로 구성된 siRNA는 특정 전령 RNA(mRNA)가 이중가닥 RNA(double-stranded RNA)를 형성하도록 mRNA의 상보적인 순서에 맞춰 염기쌍을 형성한다. 그 다음 이러한 이중가닥RNA는 세포로부터 전령 RNA를 제거함과 동시에 특수하게 분해된다.

## 같이 보기
- 바이로이드
- CRISPR